# 小行星2195
小行星2195（2195 Tengstrom）是一颗围绕太阳公转的小行星。1941年9月27日，利斯·奧特瑪在图尔库发现了此天体。
該小行星以瑞典天文學家艾瑞克·湯格斯特倫命名。
这颗小行星的绝对星等为295.2802303697777等。